# El libro de la selva (franquicia)
El libro de la selva (The Jungle Book en su versión original en inglés) es una franquicia de medios de Disney que comenzó en 1967 con el estreno en cines de la película de animación El libro de la selva. Se basa en la obra del mismo nombre de Rudyard Kipling. La franquicia incluye una secuela de 2003 de la película animada, tres películas de acción en vivo producidas por Walt Disney Pictures, y dos series de animación inspiradas por la primera película.

## Películas de animación

### El libro de la selva(1967)
El libro de la selva es una película de comedia musical animada de 1967 producida por Walt Disney Productions, siendo la 19.ª película animada de Disney. Dirigida por Wolfgang Reitherman, fue la última película producida por Walt Disney, quien murió durante su producción. Fue estrenada el 18 de octubre de 1967.
En esta adaptación de las historias de Rudyard Kipling, Mowgli, un niño abandonado criado por lobos, ve amenazada su pacífica existencia por el regreso del tigre devorador de hombres Shere Khan. Ante una muerte segura, Mowgli debe superar su renuencia a dejar a su familia de lobos y regresar a la "aldea de los hombres". Pero no está solo en su búsqueda: con la ayuda de Bagheera, la pantera sabia, y más tarde del despreocupado oso Baloo, se enfrenta a los muchos peligros de la selva.

### El libro de la selva 2(2003)
El libro de la selva 2 es una película de comedia musical de aventuras animada de 2003 producida por DisneyToon Studios, y la secuela de la película de 1967. La película se estrenó en Francia el 5 de febrero de 2003 y en los Estados Unidos el 14 de febrero de 2003.
En la película, Mowgli se ha vuelto inquieto con su vida en la "aldea de los hombres", por lo que regresa a la jungla para estar con sus amigos animales, como el amado oso Baloo. Sin embargo, la desaparición de Mowgli preocupa a los aldeanos que le acogieron, por lo que sus amigos, Shanti y Ranjan, viajan a la jungla para encontrarlo. Pero no todo está bien allí, puesto que el viejo enemigo de Mowgli, el feroz tigre Shere Khan, quiere vengarse de él y está más decidido que nunca a matarlo.

## Películas de acción real

### El libro de la selva: la aventura continúa(1994)
El libro de la selva: la aventura continúa es una película de 1994 coescrita y dirigida por Stephen Sommers, basada en las historias de Mowgli en El libro de la selva y El segundo libro de la selva escritas por Rudyard Kipling. La película también incluye algunos elementos de la película de animación de Disney, como el personaje del Rey Louie. Fue estrenada el 26 de diciembre de 1994.
Cuando su padre es asesinado por un tigre de la jungla, Mowgli queda huérfano y crece en la naturaleza, criado por amados animales. Años más tarde, le roban el brazalete que le regaló su amiga de la infancia, Kitty. Al perseguirlo, descubre la Ciudad de los Monos con todos sus tesoros. Se reencuentra con Kitty, pero lucha por adaptarse a la civilización. Cuando el pretendiente sin escrúpulos de Kitty, el capitán Boone, intenta asaltar la jungla de sus tesoros, la vida de Mowgli corre peligro.

### La historia de Mowgli(1998)
La historia de Mowgli es una película lanzada directamente para video de 1998. La película narra la vida del niño llamado Mowgli desde el momento en que vivió con humanos cuando era un bebé hasta el momento en que redescubrió a los humanos nuevamente cuando era adolescente. Los compañeros animales guían al niño de la selva en las tierras salvajes de la India.

### El libro de la selva(2016)
El libro de la selva es una película de aventuras y fantasía de 2016 dirigida por Jon Favreau, escrita por Justin Marks y producida por Walt Disney Pictures. La película es una nueva adaptación de la película de animación de 1967, contando con una trama similar. Se estrenó el 15 de abril de 2016.

## Series de televisión

### TaleSpin(1990–1991)
TaleSpin es una serie de aventuras de animación que se emitió por primera vez en 1990 como una vista previa en The Disney Channel y más tarde ese año como parte de The Disney Afternoon. La serie cuenta con personajes adaptados de la película animada de 1967 El libro de la selva, como una versión alternativa más humanizada (los animales llevan ropa y personajes como Shere Khan caminan sobre dos patas), siendo protagonizada por Baloo como un piloto de aviación.

### Jungle Cubs(1996–1998)
Jungle Cubs (Los Cachorros del Libro de la Selva en España y El Librito de la Selva en Hispanoamérica) es una serie de animación que muestra a varios de los personajes de la película de 1967 El libro de la selva en su juventud y sus aventuras en la selva.